# Synagogue de Cluj-Napoca
 (avril 2018).
Si vous disposez d'ouvrages ou d'articles de référence ou si vous connaissez des sites web de qualité traitant du thème abordé ici, merci de compléter l'article en donnant les références utiles à sa vérifiabilité et en les liant à la section « Notes et références ».
La synagogue de Cluj-Napoca en Roumanie (en roumain : Sinagoga Neologă ou Templul Memorial al Deportaților) est la seule synagogue en activité dans la ville de Cluj-Napoca. Elle est dirigée durant l'année scolaire par les étudiants juifs sur place. 
Située dans la rue Horea, elle a été construite de 1886 à 1887 selon les plans de Izidor Hegner. Endommagée après des attaques de la Garde de fer le 13 septembre 1927, elle a rapidement été reconstruite par le gouvernement roumain.
Quand le nord de la Transylvanie fut attribuée à la Hongrie par l'Allemagne et l'Italie de 1940, la synagogue vit la déportation de sa communauté vers les camps d'extermination nazis, puis fut endommagée au cours des bombardements de la gare ferroviaire voisine, le 2 juin 1944. En 1951, elle fut restaurée.
La synagogue est aujourd'hui dédiée à la mémoire des victimes de la Shoah.